# Системы управления временем в играх
В компьютерных и других играх, движение времени должно управляться тем способом, который игроки считают объективным и простым для понимания. Это обычно делается в одном из двух способов:

## Реального времени
В играх реального времени игровое время движется постоянно вместе с игровыми часами. Игроки должны выполнять действия с учётом того, что их оппоненты активно работают против них в режиме реального времени и могут действовать в любой момент. Это добавляет задачу управления временем и сопутствующие требования к игроку (например, физическая координация в случае компьютерных игр).
Игровой процесс реального времени является доминирующей формой управления временем в симуляторах, а также в значительной степени вытеснил пошаговые системы в других жанрах компьютерных игр (например, Стратегии реального времени). Время является важным фактором в большинстве спортивных игр, и многие, например, футбол или баскетбол, почти полностью одновременные по своей природе, сохраняя лишь очень ограниченное понятие о ходах в конкретных случаях, например, свободный удар в футболе, штрафной бросок и ограничение времени в баскетболе. В карточных играх Nertz и Ligretto, игроки должны стараться сбросить свои карты как можно быстрее и не ходят по очереди.

## Пошаговый
В пошаговых играх процесс игры разделён на чётко определённые и видимые части, называемые ходами. Игроку пошаговой игры предоставляется период для анализа (иногда ограниченный, иногда неограниченный) перед совершением игрового действия, обеспечивая разделение между течением игры и мыслительным процессом, который, в свою очередь, приводит к более правильным решениям.

## Подтипы
Различные адаптации реального времени и пошаговых систем были реализованы для решения общих либо существенных недостатков этих систем (хотя они обычно добавляли новых вопросов которых не было раньше). Сюда входят:

### Одновременно исполняемые и основанные на часах ходы
В одновременно исполняемых играх (так же называемых «фазовых» или «We-Go»(«Мы-Идем»)), ходы разделены на две различные фазы: решение и исполнение. В течение фазы решения каждый игрок планирует и определяет действия своих юнитов. Фаза решения происходит в одно и тоже время для каждого, так что каждому нужно немного ждать до конца хода. В фазе исполнения, решения всех игроков приводятся в действие, и эти действия выполняются более или менее автоматически и в одно и то же время. Фаза исполнения не интерактивна, и здесь не нужно ждать пока другие игроки завершат свои ходы. Примеры видео игр включают Laser Squad Nemesis (2003), серия Combat Mission (2000—2007) и серия Master of Orion (1993—2003).
Основанные на часах игры. Примеры видео игр которые используют этот тип системы включают Typhoon of Steel (1988) и MechForce (1991), обе написаны для Amiga.